# Cyanotis fasciculata
Cyanotis fasciculata är en himmelsblomsväxtart som först beskrevs av Benjamin Heyne och Albrecht Wilhelm Roth, och fick sitt nu gällande namn av Schult. och Julius Hermann Schultes. Cyanotis fasciculata ingår i släktet Cyanotis och familjen himmelsblomsväxter. IUCN kategoriserar arten globalt som livskraftig. Inga underarter finns listade.

## Bildgalleri

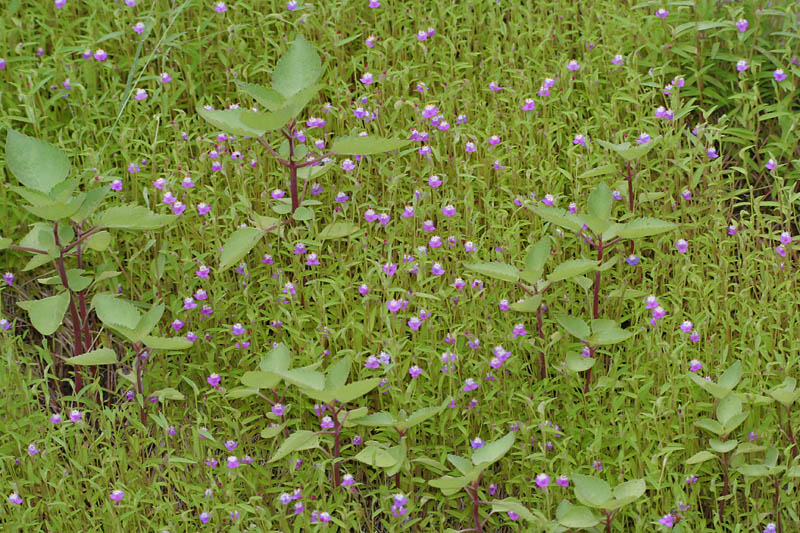
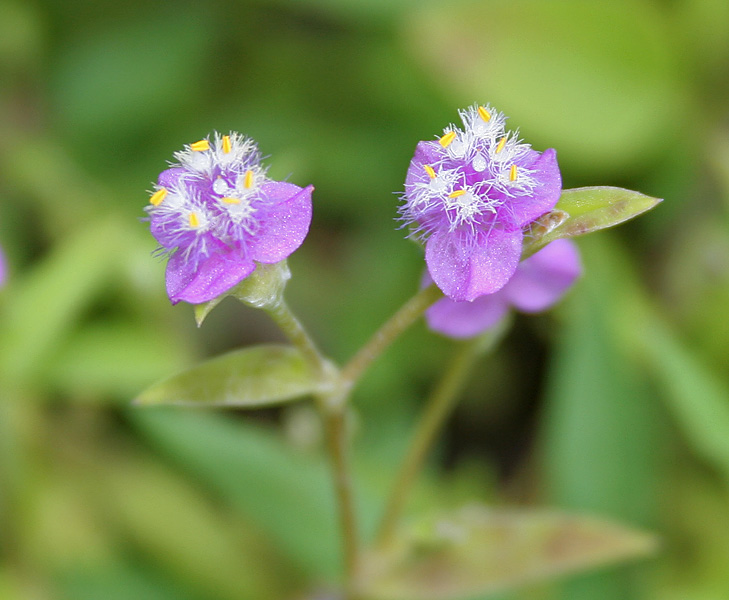
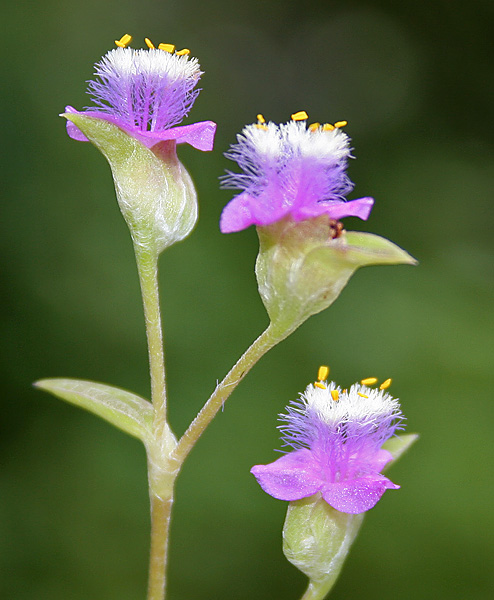
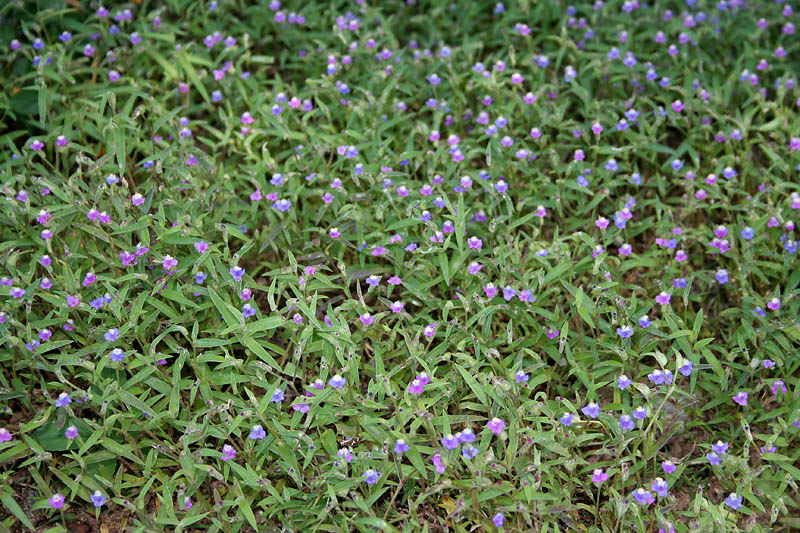
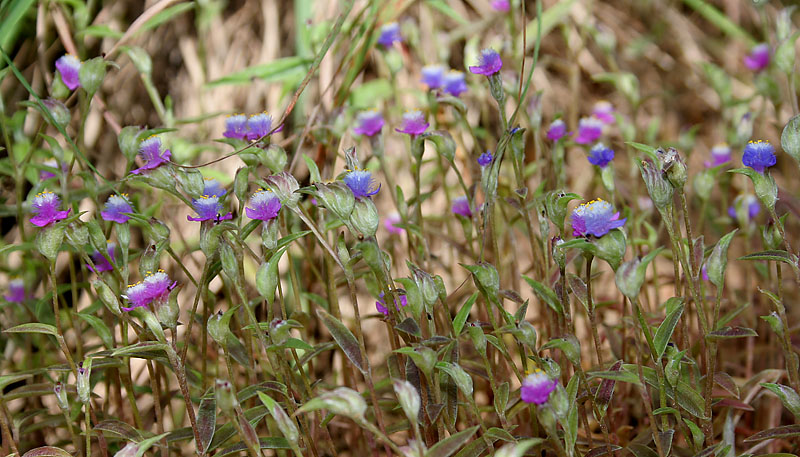
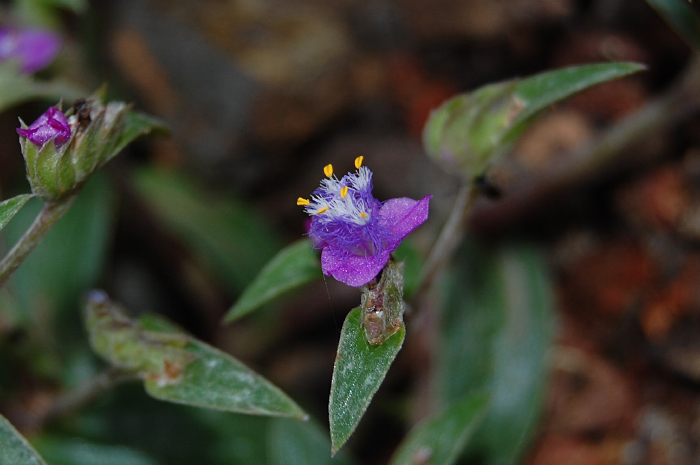